# Emerald, Queensland
Emerald är en ort i Australien. Den ligger i kommunen Central Highlands och delstaten Queensland, omkring 660 kilometer nordväst om delstatshuvudstaden Brisbane. Antalet invånare är 9 398.
Trakten runt Emerald är nära nog obefolkad, med mindre än två invånare per kvadratkilometer..
I omgivningarna runt Emerald växer huvudsakligen savannskog.  Genomsnittlig årsnederbörd är 834 millimeter. Den regnigaste månaden är januari, med i genomsnitt 158 mm nederbörd, och den torraste är augusti, med 9 mm nederbörd.